# 득래
득래(得來, ? ~ ?)는 고구려의 신하이다.

## 생애
동천왕(東川王) 시대의 사람으로, 고구려의 신하이다.
242년, 동천왕(東川王)은 위나라의 서안평을 침범하였다. 이때 패자(沛者)직에 있던 득래는 동천왕에게 침범을 중단해야 한다고 충고하였으나 동천왕은 거절하였다. 이에 득래는 음식을 먹지 않고 스스로 굶어죽었다. 
그 후, 유주자사(幽州刺史) 관구검(毌丘儉)이 환도성(丸都城)을 함락시키자 고구려군을 시살하였는데 이 때 득래의 이야기를 들은 관구검은 군사들에게 득래의 묘를 훼손하지 말도록 하였으며 잡혀있던 그의 처와 자식들을 모두 풀어주었다.

## 참고 자료
- 《삼국사기》